# Heterothalamulopsis wagenitzii
Heterothalamulopsis wagenitzii là một loài thực vật có hoa trong họ Cúc. Loài này được Deble, A.S.Oliveira & Marchiori mô tả khoa học đầu tiên năm 2004.